# Aspidopterys indica
Aspidopterys indica là một loài thực vật có hoa trong họ Malpighiaceae. Loài này được (Willd.) W.Theob. mô tả khoa học đầu tiên năm 1883.